# Gmina South Fork (hrabstwo Delaware)

Położenie Gminy South Fork w hrabstwie Delaware

Gmina South Fork (ang. South Fork Township) – gmina w USA, w stanie Iowa, w hrabstwie Delaware. Według danych z 2000 roku gmina miała 1228 mieszkańców, a jej powierzchnia wynosi 108,32 km².